# Mihovil Nikolić
Mihovil Nikolić (Kričke, 29. srpnja 1878. – Zagreb, 28. veljače 1951.) bio je hrvatski pjesnik.

## Životopis
Rođen je u Kričkama kraj Drniša. Otac mu je bio grkokatolički svećenik. U Zagrebu je 1896. godine završio Višu trgovačku školu.
Bio je dugogodišnji ravnatelj Osiguravajuće zadruge Croatia, jedan od utemeljitelja Društva hrvatskih književnika i predsjednik Matice hrvatske. 

## Djela
- Pjesme (1898.) (elektronička inačica)
- Knjiga života (1899., sa Srđanom Tucićem)
- Nove pjesme (1905.)
- Razbijeni sni (1905.), drama jednočinka
- Knjiga pjesama (1917.) (elektronička inačica)
- Pjesme (1944.)
- Vjeručka: posljednje poglavlje (1914.), lirska novela

## Spomen
- Spomen-ploča Jovanu Hraniloviću i Mihovilu Nikoliću postavljena je 2018. godine na zidu župne kuće (u kojoj su obojica rođeni) župe Pokrova Presvete Bogorodice u Kričkama[1]

## Vanjske poveznice
Mrežna mjesta
- Nikolić, Mihovil, Talijanska enciklopedija znanosti, književnosti i umjetnosti (Treccani)